# Resolutie 1479 Veiligheidsraad Verenigde Naties
Resolutie 1479 van de Veiligheidsraad van de Verenigde Naties werd halfweg mei 2003 unaniem aangenomen door de VN-Veiligheidsraad.

## Achtergrond
In 2002 brak in Ivoorkust een burgeroorlog uit tussen de regering in het christelijke zuiden en rebellen in het Islamitische noorden van het land. In 2003 leidden onderhandelingen tot de vorming van een regering van nationale eenheid en waren er Franse- en VN-troepen aanwezig.

## Inhoud
De Veiligheidsraad:
- Bevestigt de resoluties 1460, 1464 en 1467.
- Bevestigt de soevereiniteit van Ivoorkust en is tegen elke poging om op onwettige wijze de macht te grijpen.
- Brengt het belang van goede relaties met buurlanden, niet-inmenging en regionale samenwerking in herinnering.
- Herhaalt de steun aan de pogingen van ECOWAS, Frankrijk en de Afrikaanse Unie om een vredesakkoord te bereiken.
- Steunt het Linas-Marcoussisakkoord van 24 januari.
- Is tevreden over de uitkomst van de bijeenkomst in Accra begin maart.
- Is tevreden over de vorming van een nationale verzoeningsregering.
- Verwelkomt de aanbevelingen van de Secretaris-Generaal op 26 maart.
- Erkent de obstakels naar stabiliteit en bepaalt dat de situatie in Ivoorkust de regionale vrede en veiligheid bedreigt.

1. Bevestigt de steun aan de VN-vertegenwoordiger en geeft hem de volle autoriteit voor VN-activiteiten in Ivoorkust.
2. Beslist de MINUCI-missie op te richten voor initieel zes maanden om de uitvoering van de Linas-Marcoussis-overeenkomst te ondersteunen en met een militair component om de Franse- en ECOWAS-troepen te ondersteunen.
3. Staat een kleine staf voor de VN-vertegenwoordiger toe om:
  - De VN-vertegenwoordiger te adviseren over militaire zaken.
  - Toe te zien op de militaire situatie en de veiligheid van de vluchtelingen.
  - Samen te werken met de Franse- en ECOWAS-troepen.
  - Samen te werken met het regeringsleger en de rebellenlegers om vertrouwen te scheppen.
  - Mee te werken aan ontwapening en demobilisatie.
  - De VN-vertegenwoordiger te rapporteren over bovenstaande zaken.
4. Onderstreept dat de militaire groep initieel 26 officieren telt en indien nodig tot 50 wordt uitgebreid.
5. Vraagt om specifiek aandacht te hebben voor het geslacht binnen de staf en de situatie van vrouwen en meisjes, in overeenstemming met resolutie 1325.
6. Roept de politieke groepen in Ivoorkust op de overeenkomst uit te voeren en hiervoor een tijdlijn uit te tekenen.
7. Wijst op het belang van alles te doen om de eenheidsregering tijdens de overgangsperiode toe te laten haar mandaat uit te voeren.
8. Benadrukt opnieuw de noodzaak om mensenrechtenschenders te berechten en alles te doen om nieuwe mensenrechtenschendingen te voorkomen.
9. Onderstreept het belang van een snel begin van de ontwapening, demobilisatie en re-integratie.
10. Vraagt alle Ivoriaanse partijen mee te werken met MINUCI, dat VN- en NGO-personeel zich vrij kan bewegen en een goede oplossing voor de vluchtelingen.
11. Vraagt de ECOWAS- en Franse troepen te blijven samenwerken met de VN-vertegenwoordiger en regelmatig aan de Raad te rapporteren.
12. Verwelkomt de wapenstilstand op 3 mei tussen FANCI en de Forces Nouvelles.
13. Vraagt alle landen in de regio opnieuw het vredesproces te steunen door geen gewapende groepen en wapentrafiek toe te laten.
14. Vraagt alle partijen geen buitenlandse huurlingen meer in te zetten.
15. Eist dat alle partijen die kindsoldaten inzetten hiermee ophouden.
16. Benadrukt opnieuw de noodzaak van logistieke- en financiële steun aan de ECOWAS-troepen.
17. Onderstreept de regionale omvang van het conflict en vraagt donorlanden de buurlanden humanitaire hulp te bieden.
18. Vraagt de Secretaris-Generaal om de drie maanden te rapporteren over de uitvoer van deze resolutie.
19. Beslist actief op de hoogte te blijven.

## Verwante resoluties
- Resolutie 1464 Veiligheidsraad Verenigde Naties
- Resolutie 1498 Veiligheidsraad Verenigde Naties
- Resolutie 1514 Veiligheidsraad Verenigde Naties

Lijst ·  1455 ·  1456 ·  1457 ·  1458 ·  1459 ·  1460 ·  1461 ·  1462 ·  1463 ·  1464 ·  1465 ·  1466 ·  1467 ·  1468 ·  1469 ·  1470 ·  1471 ·  1472 ·  1473 ·  1474 ·  1475 ·  1476 ·  1477 ·  1478 ·  1479 ·  1480 ·  1481 ·  1482 ·  1483 ·  1484 ·  1485 ·  1486 ·  1487 ·  1488 ·  1489 ·  1490 ·  1491 ·  1492 ·  1493 ·  1494 ·  1495 ·  1496 ·  1497 ·  1498 ·  1499 ·  1500 ·  1501 ·  1502 ·  1503 ·  1504 ·  1505 ·  1506 ·  1507 ·  1508 ·  1509 ·  1510 ·  1511 ·  1512 ·  1513 ·  1514 ·  1515 ·  1516 ·  1517 ·  1518 ·  1519 ·  1520 ·  1521